# 帕尔莫利
帕尔莫利（義大利語：Palmoli），是意大利基耶蒂省的一个市镇。总面积32.76平方公里，人口1011人，人口密度30.9人/平方公里（2009年）。ISTAT代码为069061。